# 辽源职业技术学院
辽源职业技术学院，是位于吉林省辽源市的一所高等职业学校。

## 历史沿革
1958年，辽源矿业学院、辽源煤矿学校和蛟河煤矿学校分别创建。
1959年8月，辽源矿业学院更名为辽源矿业专科学校。
1961年，辽源煤炭卫生学校创建。
1962年9月，辽源矿业专科学校与辽源煤矿学校、辽源煤炭卫生学校、蛟河煤矿学校四校合并，成立了辽源煤矿学校，隶属于国家煤炭工业部。
1984年5月，辽源煤矿学校更名为辽源煤炭工业学校，
1997年7月，根据学校发展需要，更名为吉林工业学校。
1980年，辽源市卫生进修学校创建。
1985年，辽源市卫生进修学校更名为辽源市卫生学校。
1999年7月经国家教育部批准，由吉林工业学校与辽源市职业大学、吉林广播电视大学辽源分校合并组建辽源职业技术学院。
2010 年，经吉林省政府批准辽源卫生学校并入辽源职业技术学院。

## 教学单位

### 院系设置
医药分院
辽源广播电视大学
资源环境与安全系
机电工程系
建筑工程系
信息工程系
经济管理系
医学技术系
艺术工程系
基础教学部
药学系
外语教学部
思想政治教学部
体育教学部

### 联合办学分院
电商学院
中德诺浩汽车学院
德标牙科技术学院
农牧学院
中兴通讯信息技术学院
显顺艺术学院
动漫学院
民族艺术学院

## 学校领导
| 姓名     | 职务       |
| -------- | ---------- |
| 陈艳东   | 党委书记   |
| （暂空） | 院长       |
| 王永君   | 党委副书记 |
| 王永君   | 纪委书记   |
| 李洪刚   | 副院长     |
| 闫运和   | 副院长     |
| 王竟宇   | 副院长     |